# Нов ред
Новият ред (нем. Neuordnung) или Новият световен ред е геополитическо и идеологическо понятие на националсоциализма, влязло в употреба през 40-те години на 20 век в хода на Втората световна война.
Новият ред предвижда създаване на нова световна политическа, икономическа и социална система, която се установява в Европа през 30-те и 40-те години на 20 век, и е предвидено да се наложи в целия свят.
Идеологическа основа на новия ред е библията на националсоциализма – „Моята борба“ на Адолф Хитлер. В това си произведение, за идеята за новия ред, бъдещият фюрер е сериозно повлиян от немския геополитик и негов ментор – Карл Хаусхофер. Идеята за осъществяване на новия световен ред минава през задължителното условие (като предпоставка) от установяване на немски контрол върху Евразия.
Към реализация на част от плана се пристъпва на 22 юни 1941 година със стартиране на операция Барбароса. След загубата в битката за Сталинград, Адолф Хитлер постепенно изоставя този си план, а след неуспеха на операция Валкирия се връща към стратегията за тоталната война на Ерих Лудендорф от времето на Първата световна война, акцентирайки на разработката на нови военни технологии за производство на оръжия за масово поразяване.